# Episodi di Brothers & Sisters - Segreti di famiglia (quinta stagione)
La quinta ed ultima stagione della serie televisiva Brothers & Sisters - Segreti di famiglia è stata trasmessa in prima visione negli Stati Uniti d'America da ABC dal 26 settembre 2010 all'8 maggio 2011.
In Italia la stagione è stata trasmessa dal canale satellitare Fox Life dal 24 novembre 2010 al 6 luglio 2011.
In chiaro è stata trasmessa da Rai 2 dal 1º giugno al 26 luglio 2012. Il 16 giugno il programma non è andato in onda a causa del ritardo della partita del Campionato europeo di calcio 2012 Ucraina - Francia.
| nº | Titolo originale          | Titolo italiano         | Prima TV USA      | Prima TV Italia  |
| -- | ------------------------- | ----------------------- | ----------------- | ---------------- |
| 1  | Homecoming                | Un anno difficile       | 26 settembre 2010 | 24 novembre 2010 |
| 2  | Brief Encounter           | Perdersi e ritrovarsi   | 3 ottobre 2010    | 1º dicembre 2010 |
| 3  | Faking It                 | Finzioni                | 10 ottobre 2010   | 8 dicembre 2010  |
| 4  | A Righteous Kiss          | Bacio virtuoso          | 17 ottobre 2010   | 15 dicembre 2010 |
| 5  | Call Mom                  | Mamma in onda           | 24 ottobre 2010   | 22 dicembre 2010 |
| 6  | An Ideal Husband          | Un marito ideale        | 31 ottobre 2010   | 12 gennaio 2011  |
| 7  | Resolved                  | Risolto                 | 7 novembre 2010   | 19 gennaio 2011  |
| 8  | The Rhapsody of the Flesh | Rapsodia dei sentimenti | 14 novembre 2010  | 26 gennaio 2011  |
| 9  | Get A Room                | Notte in albergo        | 5 dicembre 2010   | 2 febbraio 2011  |
| 10 | Cold Turkey               | Un natale diverso       | 12 dicembre 2010  | 9 febbraio 2011  |
| 11 | Scandalized               | Intimi disagi           | 2 gennaio 2011    | 16 febbraio 2011 |
| 12 | Thanks for the Memories   | Grazie dei ricordi      | 9 gennaio 2011    | 23 febbraio 2011 |
| 13 | Safe at Home              | Sorprese                | 16 gennaio 2011   | 4 maggio 2011    |
| 14 | The One That Got Away     | San Valentino           | 13 febbraio 2011  | 11 maggio 2011   |
| 15 | Brody                     | Brody                   | 20 febbraio 2011  | 18 maggio 2011   |
| 16 | Home is where the fort is | Missioni di salvataggio | 6 marzo 2011      | 25 maggio 2011   |
| 17 | Olivia's Choice           | La scelta di Olivia     | 10 aprile 2011    | 1º giugno 2011   |
| 18 | Never Say Never           | Mai dire mai            | 10 aprile 2011    | 8 giugno 2011    |
| 19 | Wouldn't It Be Nice       | Non sarebbe bello se    | 17 aprile 2011    | 15 giugno 2011   |
| 20 | Father Unknown            | Padre ignoto            | 24 aprile 2011    | 22 giugno 2011   |
| 21 | For Better or for Worse   | Nel bene e nel male     | 1º maggio 2011    | 29 giugno 2011   |
| 22 | Walker Down the Aisle     | Oggi sposi              | 8 maggio 2011     | 6 luglio 2011    |

## Un anno difficile
- Titolo originale: Homecoming
- Diretto da: Michael Morris
- Scritto da: David Marshall Grant e David Babcock

### Trama
È trascorso un anno dall'incidente d'auto e molte cose sono cambiate per i Walker.
Justin ha trascorso un anno nell'esercito lasciando Rebecca da sola ad occuparsi della madre, che ha un'amnesia. Kevin ha ricominciato a fare l'avvocato, Nora lavora in una fioreria, Robert è in coma, ma Kitty si rifiuta di lasciarlo andare. Kevin e Scotty si sono allontanati dopo che la madre surrogata ha perso il loro bambino. Sarah e Luc stanno ancora assieme e lei si è rifugiata nel lavoro. Nora si rifiuta di essere coinvolta nei problemi dei figli. Incoraggiata da Justin e Nora, Kitty prende una decisione finale riguardo a Robert.

## Perdersi e ritrovarsi
- Titolo originale: Brief Encounter
- Diretto da:  Jonathan Kaplan
- Scritto da: Molly Newman

### Trama
I Walker partecipano a un party per la campagna pubblicitaria di Luc. Sarah si sente distante da Paige. Kevin ha a che fare con un teenager sfuggente. Kitty si insospettisce del comportamento della madre e inizia a credere che abbia una relazione segreta... con una donna.

## Finzioni
- Titolo originale: Faking It
- Diretto da: Michael Schultz
- Scritto da: Veronica Becker e Geoffrey Nauffts

### Trama
Kitty affitta una casa a Ojai e lì incontra Jack, un tuttofare che le ripara il rubinetto del lavandino in cucina. Sarah tenta di nascondere disperatamente il suo quarantesimo compleanno a Luc, al quale ha mentito sulla sua età, ma in realtà Luc ha sempre saputo la sua vera età. Rebecca e Justin si riuniscono per una breve discussione sulle cose che Justin ha detto alla madre di Rebecca. Holly, sembra perdere nuovamente la memoria dopo un incontro con la figlia. Rebecca, delusa dal fatto che la madre ancora non la riconosce, va da Justin, ma ha paura a ricominciare con lui.
Nora pensa di andare da un chirurgo plastico. David non trova Holly a casa e fa denuncia di scomparsa.

## Bacio virtuoso
- Titolo originale: A Righteous Kiss
- Diretto da: Ken Olin
- Scritto da: Cliff Olin e Stephen Tolkin

### Trama
Rebecca ha trascorso la notte da Justin, ma al mattino vuole andarsene, perché hanno divorziato quando Justin se n'era andato, anche se non hanno detto nulla a nessuno. Kitty aiuta Jack a costruire un pergolato. Holly va da Nora a cercare William, Nora le dice che è morto da 5 anni, Holly ha un esaurimento nervoso. Saul teme che la sua ultima relazione sia in pericolo quando confessa al partner di essere positivo all'HIV. Sarah si impegna a realizzare i costumi per la recita di Cooper per impressionare le altre mamme. Rebecca accetta un lavoro come fotografa a New York e lei e Justin decidono di lasciarsi.

## Mamma in onda
- Titolo originale: Call Mom
- Diretto da: Michael Schultz
- Scritto da: Veronica Becker e Brian Studler

### Trama
Nora fa un provino per uno show radiofonico che offre consigli ai suoi ascoltatori e si confronta con la dottoressa Alexandra, un'autrice ben conosciuta. Kevin offre il proprio supporto alla madre. Justin visita Kitty a Ojai e scopre il legame fra lei e Jack, che finisce per dargli consigli circa i suoi sentimenti per Rebecca.
Kitty e Jack stanno per fare l'amore, ma lei non ce la fa e se ne torna a casa. Jack la raggiunge a casa.
Sarah equivoca una telefonata di Luc e pensa che lui abbia un appuntamento con un'altra. Luc chiede a Sarah di sposarlo. Nora ottiene il lavoro alla radio. Kevin propone a Scotty di adottare un bambino.

## Un marito ideale
- Titolo originale: An Ideal Husband
- Diretto da: Bethany Rooney
- Scritto da: David Marshall Grant e Michael J. Cinquemani

### Trama
Kevin è ancora riluttante dopo il tradimento di Scotty, ma non vuole che la sua famiglia sappia i loro problemi. Ciò si complica quando Sarah scopre che Kevin dorme nel proprio ufficio. Justin si improvvisa bartender ad un party e si imbatte nell'uomo con cui Scotty ha avuto la sua scappatella. Kitty e Jack continuano a frequentarsi ed hanno dormito assieme. Jack propone a Kitty di andare in Vietnam con lui, ma Kitty non accetta e decide di lasciarlo. Sarah accetta di sposare Luc.

## Risolto
- Titolo originale: Resolved
- Diretto da: Michael Schultz
- Scritto da: David Babcock e Gina Lucita Monreal

### Trama
Justin incontra Annie, un'infermiera, mentre accompagna Holly all'ospedale. Kevin non è disposto a parlare con Scotty, ma i due sono obbligati a passare del tempo insieme dopo che Paige ha chiesto loro aiuto per un dibattito scolastico. Justin nota qualcosa di strano in David e gli chiede se fa uso di qualche sostanza. Sarah e Kitty cercano un'attività da fare assieme. Kevin e Scotty si riappacificano.

## Rapsodia dei sentimenti
- Titolo originale: The Rhapsody Of The Flesh
- Diretto da:  Matthew Rhys
- Scritto da: Molly Newman

### Trama
Il dottor Karl invita Nora ad un appuntamento. La madre di Luc arriva in città e, nonostante l'entusiasmo di Sarah, quest'ultimo non sembra contento di vederla. Nora ospita la madre di Luc a casa sua. Justin comincia a flirtare col personale femminile del ristorante di Scotty.

## Notte in albergo
- Titolo originale: Get A Room
- Diretto da: Eli Craig
- Scritto da: Marc Halsey e Matt Donnelly

### Trama
Sarah invita Luc a passare una notte in albergo prima che questo parta per un lavoro, ma Nora e Karl finiscono nello stesso hotel la stessa notte, così come Kitty e un giovane studente di nome Seth, conosciuto in un bar. Kevin si agita in quanto il suo appuntamento con Scotty con l'agenzia di adozione si avvicina.

## Un Natale diverso
- Titolo originale: Cold Turkey
- Diretto da: Michael Morris
- Scritto da: Stephen Tolkin e Geoffrey Nauffts

### Trama
Nora decide di passare il Natale via con Karl, lasciando Kitty e Kevin in dubbio su chi dei due dovrebbe organizzare la celebrazione in famiglia. Saul si imbatte in una vecchia fiamma che potrebbe essere responsabile di avergli trasmesso l'HIV e Sarah è depressa in quanto i suoi figli sono via con Joe e Luc è via per lavoro.

## Intimi disagi
- Titolo originale: Scandalized
- Diretto da: Bethany Rooney
- Scritto da: Veronica Becker e Sarah Kucserka

### Trama
Justin frequenta l'infermiera Annie ed è impegnato come paramedico. Kevin e Scotty optano per l'adozione. La relazione di Kitty e Seth diventa nota. Karl ha difficoltà nell'accettare quanto Nora sia attaccata ai suoi figli. Tutte le questioni fuoriescono durante una cena di famiglia. Nora decide di lasciare Karl. Annie segue Justin durante un turno sull'ambulanza, poi vanno a casa assieme.

## Grazie dei ricordi
- Titolo originale: Thanks For The Memories
- Diretto da: Michael Mayers
- Scritto da: Cliff Olin e Brian Studler

### Trama
Justin viene messo sotto inchiesta per una pratica effuttuata su un paziente in ambulanza, ma tutto finisce bene. Kitty confessa a Sarah che sta considerando di rientrare in politica. Kevin e Scotty incontrano difficoltà passando del tempo con Olivia. Nora propone a Holly di trasferirsi da lei per un po' di giorni mentre quest'ultima decide se è pronta a trasferirsi a New York con David. Sarah ha problemi quando scopre che Paige ha visto segretamente un ragazzo della scuola. Jonathan cerca perdono da Saul. Kitty dice a Seth che è troppo giovane e non possono andare avanti. Nora scopre che William l'ha fatta seguire prima di sposarsi.

## Sorprese
- Titolo originale: Safe at Home
- Diretto da: Richard Coad
- Scritto da: Michael J. Cinquemani e John Kazlauskas

### Trama
Tommy ritorna con una grande sorpresa per tutta la famiglia Walker. Sarah annuncia la data del matrimonio. Justin e Annie hanno problemi e decidono di essere solo amici, nonostante provino ancora sentimenti l'uno per l'altra. Olivia diventa parte della famiglia Walker. Tommy e la sua fidanzata, Rose, scoprono informazioni strane su Nora, che potrebbero causare forti tensioni in famiglia. 

## San Valentino
- Titolo originale: The One That Got Away
- Diretto da: Michael Morris
- Scritto da: Gina Lucia Monreal e David Babcock

### Trama
I piani di San Valentino dei Walker vanno estremamente male quando Tommy confessa a Sarah un altro segreto che la madre ha nascosto loro sin da quando erano bambini, e le speranze di Saul di trascorrere la serata con Jonathan sono infrante dalla visita di un critico culinario di alto profilo.

## Brody
- Titolo originale: Brody
- Diretto da: Matthew Rhys
- Scritto da: Molly Newman

### Trama
Nonostante Nora faccia del suo meglio per tenere Brody (Beau Bridges) a bada, non può fare a meno di provare una profonda connessione perduta con lui. Justin si offre di aiutare un ex veterano senza tetto a rimettersi in piedi.

## Missioni di salvataggio
- Titolo originale: Home Is Where the Fort Is
- Diretto da: Bethany Rooney
- Scritto da: Geoffrey Nauffts e Brian Studler

### Trama
Nora e Sarah si dirigono a Washington per scoprire perché Kitty non sia ancora tornata a casa. Sospettano stia lavorando per la CIA, ma in realtà sta facendo un corso sul linguaggio dei segni e si sta facendo seguire da uno specialista perché si sono verificati nuovi problemi al midollo. Kevin e Scotty danno finalmente il benvenuto a Olivia nella famiglia. Justin ospita Zach a casa sua e gli ha trovato un lavoro nel locale di Scotty. Paige chiede dei soldi a Luc, ma non vuole fargli sapere a cosa le servono. Justin racconta a Zach un sogno ricorrente che fa fin da piccolo. Kitty torna a casa con Nora e Sarah.

## La scelta di Olivia
- Titolo originale: Olivia's Choice
- Diretto da: Michael Morris
- Scritto da: Cliff Olin e Stephen Tolkin

### Trama
Brian, uno dei fratelli di Olivia, va nel locale di Scotty per rivedere la sorella e dice di voler fare domanda di affidamento per riavere con sé la sorella, poiché ritiene che due uomini non siano in grado di crescere una bambina. Il giudice decide, tuttavia, che lei stia con Kevin e Scotty. Sarah convince Kitty a dare un'altra possibilità a Seth. Nora si impanica quando perde Lily e Justin prova a farle ammettere i suoi sentimenti per Brody. Kitty e Seth ci riprovano.

## Mai dire mai
- Titolo originale: Never Say Never
- Diretto da: Bethany Rooney
- Scritto da: Sarah Kucserka e Veronica Becker

### Trama
Brody ritorna e cerca di convincere Nora ad accettare i suoi sentimenti. Ida muore, lasciando Nora e Saul affrontare problemi irrisolti con lei nel passato. Sarah e Luc si scontrano sul pianificare il loro matrimonio, ma alla fine trovano un accordo. Justin si sente solo mentre i suoi trent'anni si avvicinano. La madre di Scotty conosce finalmente Olivia.

## Non sarebbe bello se
- Titolo originale: Wouldn't It Be Nice
- Diretto da: Ken Olin
- Scritto da: Michael J. Cinquemani e Marc Halsey

### Trama
Con la prima mostra d'arte in solitario in arrivo per Luc, Sarah pensa che sia giunto il momento di vendere la propria casa per prenderne una più grande, ma i due sono in disaccordo. Nora confessa finalmente a Brody che cosa prova ma, dopo che Justin scopre che ha mentito circa la possibilità di essere il padre di Sarah, decide di andarsene in cambio del silenzio di Justin. Scotty si imbatte in Michelle senza aver più avuto contatti con lei per mesi dopo il suo aborto e la trova strana. Parla con Kevin dell'accaduto e decidono di andare a cercarla in aeroporto, dove la trovano con in braccio un bambino.

## Padre ignoto
- Titolo originale: Father Unknown
- Diretto da: Matthew Rhys
- Scritto da: Molly Newman e Gina Lucita Monreal

### Trama
Justin confessa a Nora che Brody ha mentito sul suo gruppo sanguineo e si mettono d'accordo per un test di paternità segreto. Nel frattempo, Sarah collega il comportamento della madre al suo allontanamento da Brody e pianifica di portarla fuori. Luc e Saul preparano una sorpresa per il matrimonio. Inoltre, Kevin e Scotty coinvolgono la polizia nella speranza di rintracciare il loro bambino, ma Michelle dice a Scotty di voler essere coinvolta. Tuttavia, dopo che Kevin le dice che non è suo figlio, Michelle consegna loro il bambino.

## Nel bene e nel male
- Titolo originale: For Better or for Worse
- Diretto da: Michael Morris
- Scritto da: Stephen Tolkin e Matt Donnelly

### Trama
Sarah trova Brody per dirle che sa di essere sua figlia, ma che non vuole che lui faccia parte della sua vita. Tuttavia, Brody torna per riconquistare Nora, che lo avverte di dover rispettare la volontà della figlia, anche se trova difficile stargli lontano. Kitty ritorna per supportare la sorella. Olivia ha difficoltà col piccolo Daniel e teme che Kevin e Scotty non abbiano più bisogno di lei. Justin incontra casualmente Tyler dopo molti anni.

## Oggi sposi
- Titolo originale: Walker Down the Aisle
- Diretto da: Ken Olin
- Scritto da: David Marshall Grant e David Babcock

### Trama
Nel finale di serie, Kevin si affretta per pianificare il matrimonio di Sarah. Luc è deluso dall'assenza di suo padre e incolpa sua madre. Justin teme che la sua relazione con Tyler sia troppo complicata finché non gli dice di volerlo mettere al primo posto. Kitty scopre di essere incinta, ma Seth teme che ciò possa compromettere la sua salute. Sarah è stressata dai problemi di tutti quanti finché non si riappacifica con Brody, chiedendogli di accompagnarla all'altare e dandogli la sua benedizione con Nora. Saul e Jonathan decidono di sposarsi.